# محمد حديدان
محمد حديدان مواليد 27 أبريل 1986 في نابل، هو لاعب كرة سلة تونسي محترف. بدأ مسيرته الاحترافية في سنة 2003. يلعب مع الملعب النابلي في بطولة تونس لكرة السلة للرجال. يبلغ طوله 6 قدم 9 بوصة (2.1 م). مثّل منتخب بلاده. شارك في دورة الألعاب الأولمبية الصيفية سنة 2012.

## النشأة
لعب محمد مع نادي الملعب النابلي لكرة السلة في الدوري التونسي لكرة السلة. حيث لعب للفريق منذ أن كان في سن مبكرة.

## مسيرته مع المنتخب التونسي الوطني
محمد عضو في منتخب تونس الوطني لكرة السلة الذي احتل المركز الثالث في بطولة أمم أفريقيا لكرة السلة 2009 عندما تأهلت تونس للمرة الأولى إلى بطولة العالم لكرة السلة، كما شارك في دورة الألعاب الأولمبية الصيفية عام 2012. وشارك أيضا في بطولة أمم أفريقيا لكرة السلة 2007 بطولة أمم أفريقيا لكرة السلة تحت 20 سنة عام 2004.

## روابط خارجية
- محمد حديدان على موقع الاتحاد الدولي لكرة السلة (الإنجليزية)
- محمد حديدان على موقع كرة السلة الأوروبية.كوم (الإنجليزية)
- محمد حديدان على موقع ريلجم (الإنجليزية)
- محمد حديدان على موقع بروبوليرز (الإنجليزية)
- محمد حديدان على موقع سبورتس رفرنس (الإنجليزية)
- محمد حديدان على موقع أوليمبيديا (الإنجليزية)